# Peritrechus nubilus
Peritrechus nubilus är en insektsart som först beskrevs av Carl Fredrik Fallén 1807.  Peritrechus nubilus ingår i släktet Peritrechus, och familjen fröskinnbaggar. Enligt den finländska rödlistan är arten nära hotad i Finland. Arten är reproducerande i Sverige. Artens livsmiljö är strandängar vid Östersjön.